# قرار مجلس الأمن التابع للأمم المتحدة رقم 1679
قرار مجلس الأمن التابع للأمم المتحدة رقم 1679، الذي اتخذ بالإجماع في 16 مايو 2006، بعد الإشارة إلى القرارات 1556 (2004) و1564 (2004) و1574 (2004) و 1590 (2005) و1591 (2005) و1593 (2005) و1663 ( 2005) و1665 (2006) بشأن الوضع في السودان، أيد المجلس قرارا صادر عن مجلس السلام والأمن التابع للاتحاد الأفريقي للمضي قدما في قوة حفظ السلام التابعة للأمم المتحدة في دارفور في أقرب وقت ممكن.
بعد اعتماد القرار، قالت الصين إنها لن تدعم أي قرارات أخرى ضد السودان بموجب سلطة الفصل السابع، ما لم يتم الحصول على موافقة الحكومة السودانية.

## القرار

### أعمال
وبموجب الفصل السابع من ميثاق الأمم المتحدة، دعا المجلس الأطراف في اتفاق سلام دارفور إلى احترام الالتزامات التي تعهدوا بها وتنفيذ الاتفاق على الفور، في حين تم حث الأطراف التي لم توقع على الاتفاق على القيام بذلك. وأعرب المجلس عن نيته النظر في فرض عقوبات على أي طرف أو فرد من شأنه أن يعرقل تنفيذ الاتفاق.
وطُلب من الاتحاد الأفريقي التشاور مع الأمم المتحدة والمنظمات الدولية والبلدان بشأن التدابير الرامية إلى تعزيز قدرة بعثة الاتحاد الأفريقي في السودان على إنفاذ الترتيبات الأمنية من اتفاق سلام دارفور، مع تأييد قرار الاتحاد الأفريقي بتحويل عمليته إلى عملية للأمم المتحدة. وستتم مناقشة جميع القرارات المتعلقة بالعملية الجديدة مع تلك الأطراف في اتفاق السلام.
وأخيراً، طلب القرار من الأمين العام كوفي عنان أن يقدم توصيات بشأن الولاية والهيكل والقوة والتكلفة والمشاركين المحتملين في عملية الأمم المتحدة في دارفور، في غضون أسبوع من عودة بعثة التقييم.

## روابط خارجية
- نص القرار في undocs.org